# Velsheda
Le voilier de classe J,  Velsheda a été conçu par Charles Ernest Nicholson et construit en 1933 par le chantier Camper et Nicholsons (de) à Gosport, Hampshire (Royaume-Uni).
Extrême comme tous les classe J, il mesure 39,40 mètres hors tout pour un maître-bau de 6,60 mètres, un tirant d'eau de 4,80 mètres.
Il a été construit pour l'homme d'affaires William Stephenson-Laurent, propriétaire de la chaîne de magasins Woolworth's qui le nomma ainsi en contractant les trois premières syllabes des prénoms de ses filles : Velma, Sheila and Daphne. Entre 1933 et 1936, il a remporté de nombreuses courses et a participé, avec d'autres grands yachts tels que Britannia, Endeavour et Shamrock V, à de nombreuses régates.

## Carrière
Il avait hérité des solutions techniques les plus avancées de l'époque pour ses espars, gréement, voiles, équipement de pont et des cordages. Les voiles étaient faites en tergal, matériau révolutionnaire à l'époque, et les apparaux de pont incluaient des winchs pour faciliter la manipulation des voiles. Le gréement dormant était en acier, solution innovante pour les années 1930 et son mât était en aluminium, fabriqué par cintrage de plaques qui étaient ensuite rivées ensemble.  Cependant, il était inévitable que les mâts des classe J, très hauts (plus de 40 mètres) pour une très faible largeur (moins de 7 mètres), ne pouvaient  supporter un tel effort de traction/compression et pouvaient s'effondrer dans le vent fort. Dès que l'on dépassait force 3 (10 nœuds sur l'échelle de Beaufort), il était impératif de surveiller le mât en permanence au risque de le voir s'abattre.
Pourtant, et malgré sa conception, il ne participa pas à la mythique Coupe de l'America.
Il fut désarmé en 1937 et abandonné dans une vasière de la rivière Hamble, dans le Sud de l'Angleterre.

## Restauration
Velsheda a été sauvé de son poste d'amarrage dans la boue en 1984 par Terry Brabant, qui réaménagea sommairement le voilier pour faire du charter avec mât en acier et un intérieur simplement restauré.
Toujours sans moteur, il a navigué régulièrement le long de la côte du sud du Royaume-Uni  et, parfois, se hasarda en Méditerranée et aux Caraïbes. 
Il connut une carrière un peu mouvementée : au cours des années 1990, toujours en charter, Velsheda était sur la côte est de l’Angleterre et s'échoua sur une plage à marée descendante. Heureusement, il put être récupéré sans trop de dommages.
Il a été à nouveau désarmé et amarré à Gosport en 1995/1996.
Il fut racheté en 1996 pour le prix de la coque nue au moment de la faillite du chantier Camper et Nicholsons (de) dans le port de Portsmouth. 
Yacht Services à Southampton a ensuite été chargé d'entreprendre une reconstruction majeure, incluant la pose d'un nouveau mât en fibre de carbone et l'installation, pour la première fois, d'un moteur diesel in-board de 400 ch. 
Il a été remis à l'eau en novembre 1997.
Depuis 2009, Velsheda est armé par l'entreprise néerlandaise de Ronald de Waal, propriétaire de la chaîne de magasins de détail W.E. (anciennement HIJ / HEY / ZIJ). 
Il fut déclaré vainqueur de la régate Antigua Classic Yacht en 2009.